# Паладини, Филиппо
Филиппо Паладини, Филиппо ди Бенедетто Паладини (итал. Filippo Paladini, Filippo di Benedetto Paladini; 1544, Кази-ин-Валь-ди-Сьеве — 1614, Мадзарино, Сицилия) — итальянский живописец тосканской (флорентийской) школы периода маньеризма.

## Биография
О жизни художника известно крайне мало. Филиппо Паладини был одним из последних мастеров позднего тосканского маньеризма, развивавшимся отчасти под влиянием школы Караваджо. В 1583 году Паладини написал портрет наследной принцессы Марфизы д’Эсте.
В 1590 году из-за проблем с законом Филиппо бежал из Италии на остров Мальта, где прожил пять лет. Позднее он стал гостем при дворе принца Бранчифорти ди Мадзарино, где и умер в 1614 году. Во многих сицилийских церквях хранятся его картины, созданные в последние годы жизни.
Этого художника часто смешивают с живописцем Филиппо ди Лоренцо Паладини из Пистои (скончался в Пизе в 1608 году), автором фресок на фасаде Палаццо дель Оролоджио в Пизе, завершённых после его смерти Джованни Стефано Маручелли. Именно дочерью Филиппо ди Лоренцо Паладини из Пистои (а не Филиппо Паладини) была известная художница и поэтесса Арканджела Паладини.

## Галерея

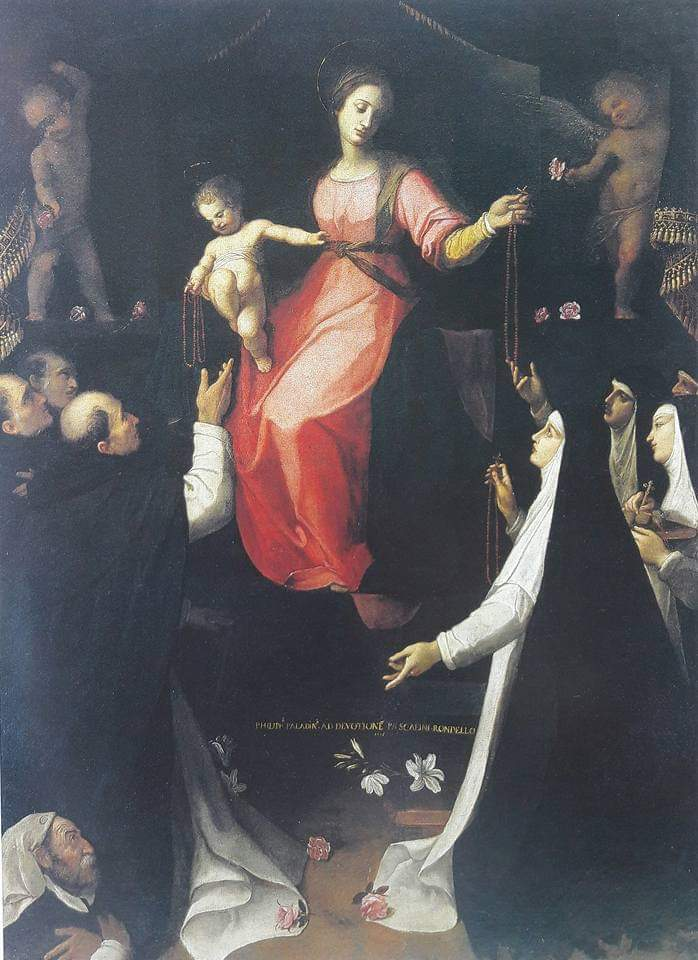
Мадонна Розария Мадзарино. Церковь Сан-Доменико
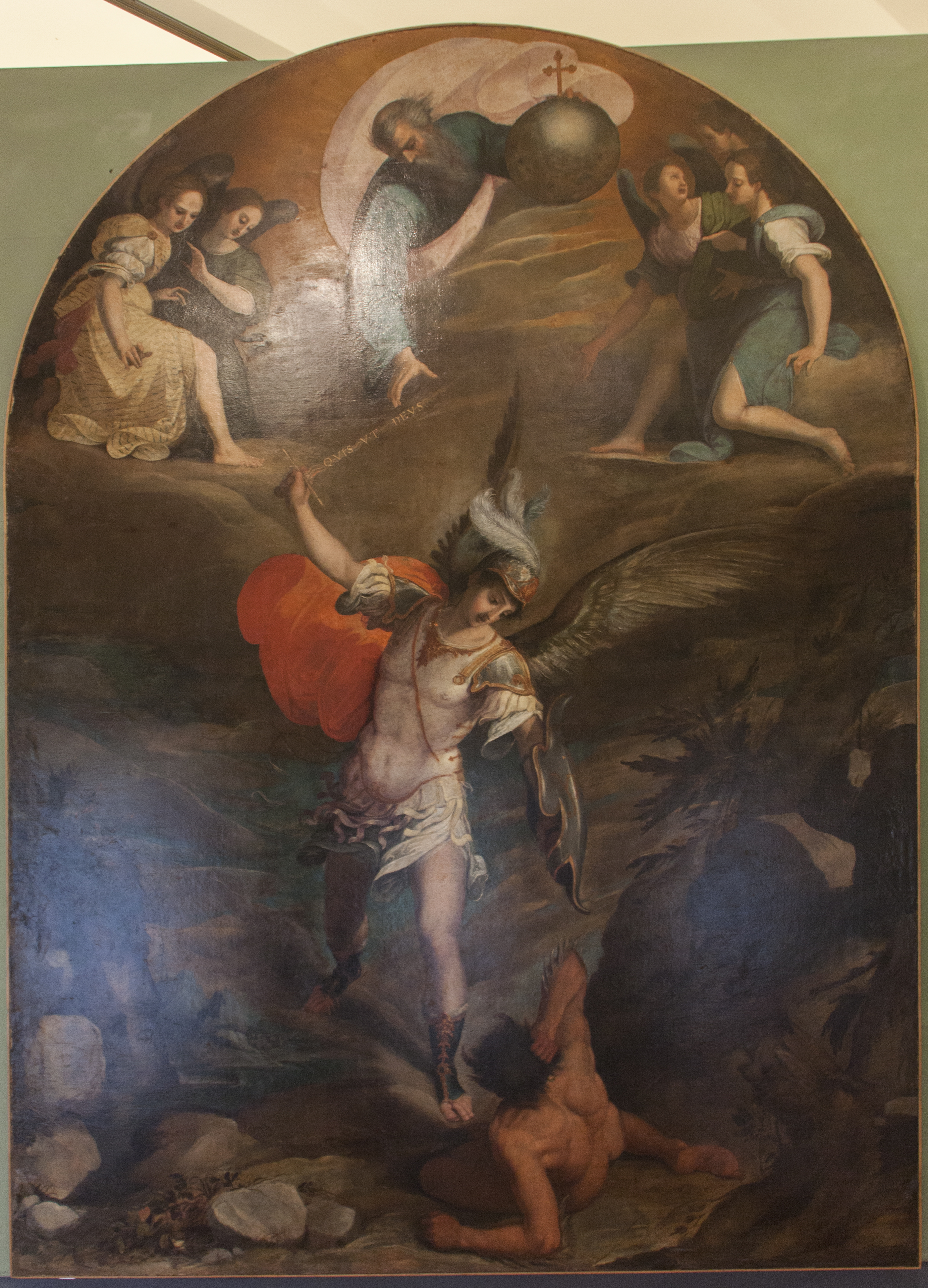
Святой Архангел Михаил. Палаццо Абателлис, Палермо, Сицилия
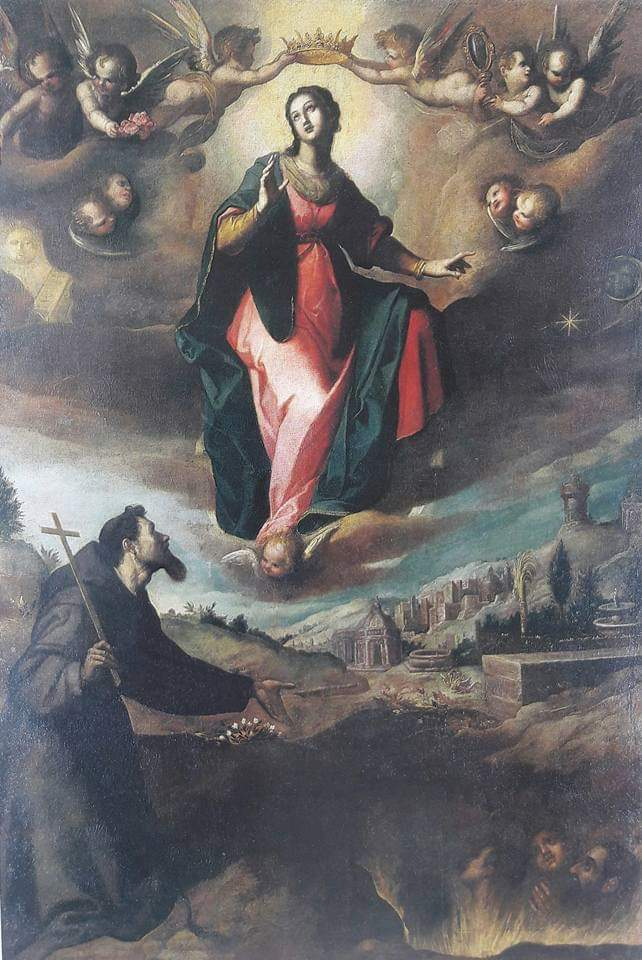
Мадонна Иммакулата. Церковь Мадонны Иммакулаты (Незапятнанной). Мадзарино, Сицилия
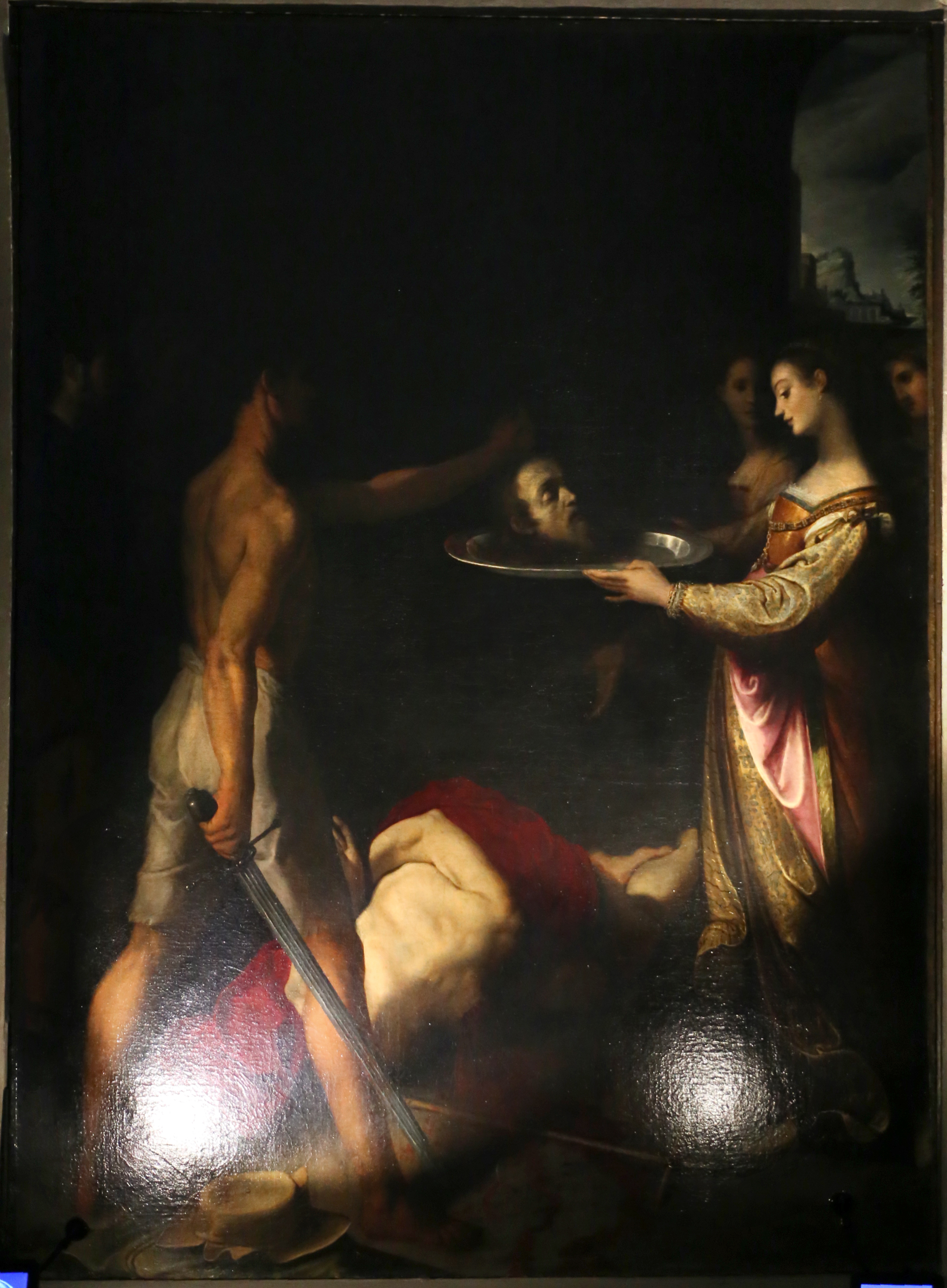
Саломея с головой Иоанна Крестителя. 1608. Церковь Святого Иакова-ин-Кампо-Корболини, Флоренция
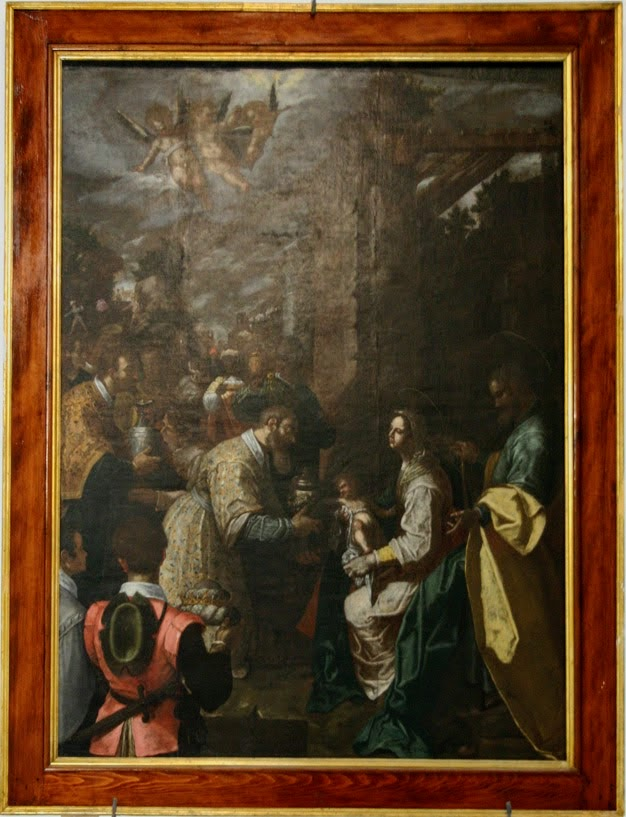
Поклонение волхвов. Собор Святой Марии Снежной. Мадзарино, Сицилия
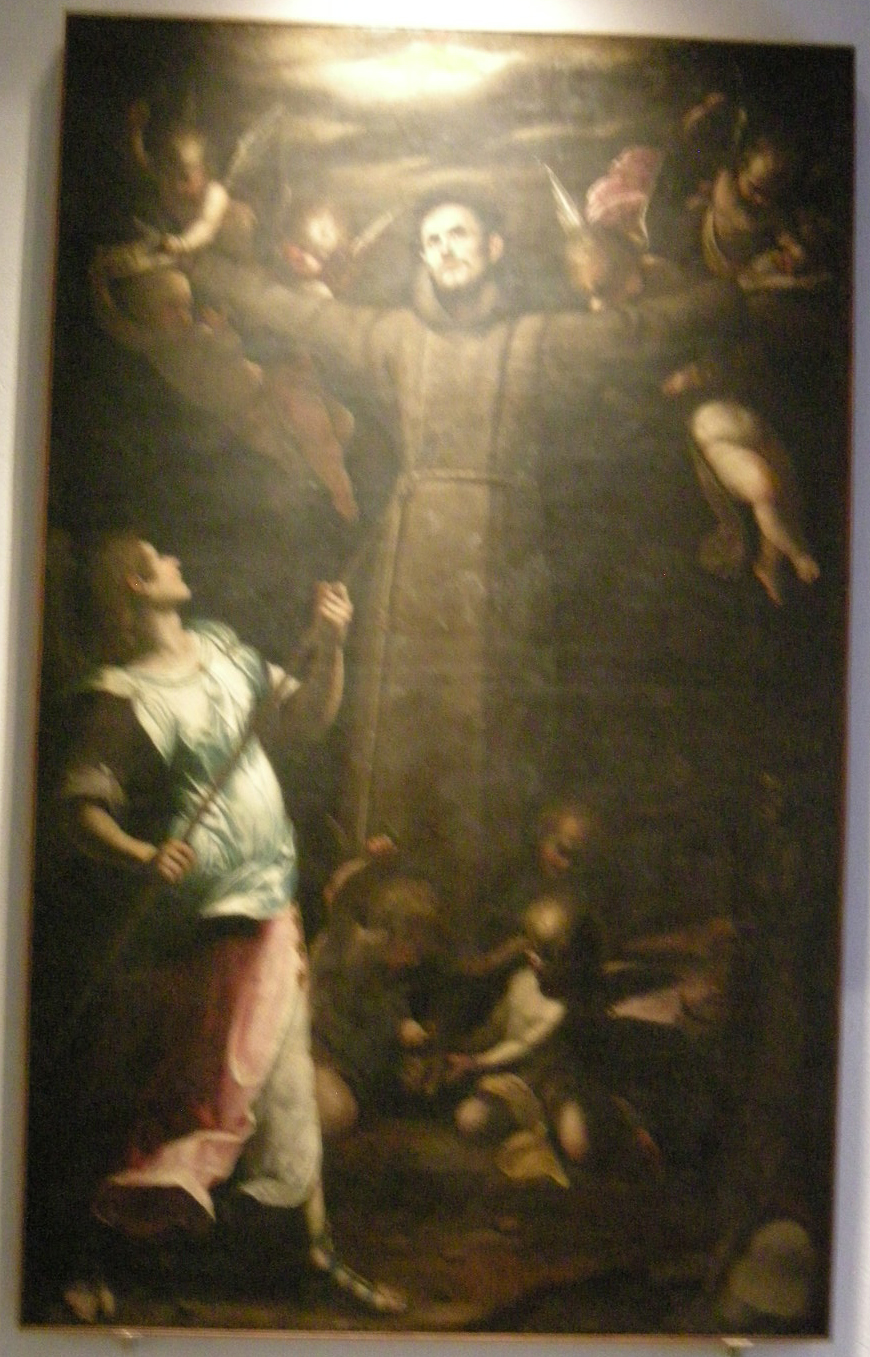
Стигматизация Святого Франциска. Региональный музей, Мессина, Сицилия